# Reichensteinhütte
Die Reichensteinhütte ist eine Schutzhütte der Sektion Leoben des Österreichischen Alpenvereins in dem als Eisenerzer Alpen bezeichneten südlichen Teil der Ennstaler Alpen.

## Lage
Die Hütte steht am Eisenerzer Reichenstein wenige Meter unterhalb des Gipfels. Sie ist eine Kontrollstelle des österreichischen Nord-Süd-Weitwanderweges.

## Geschichtliches

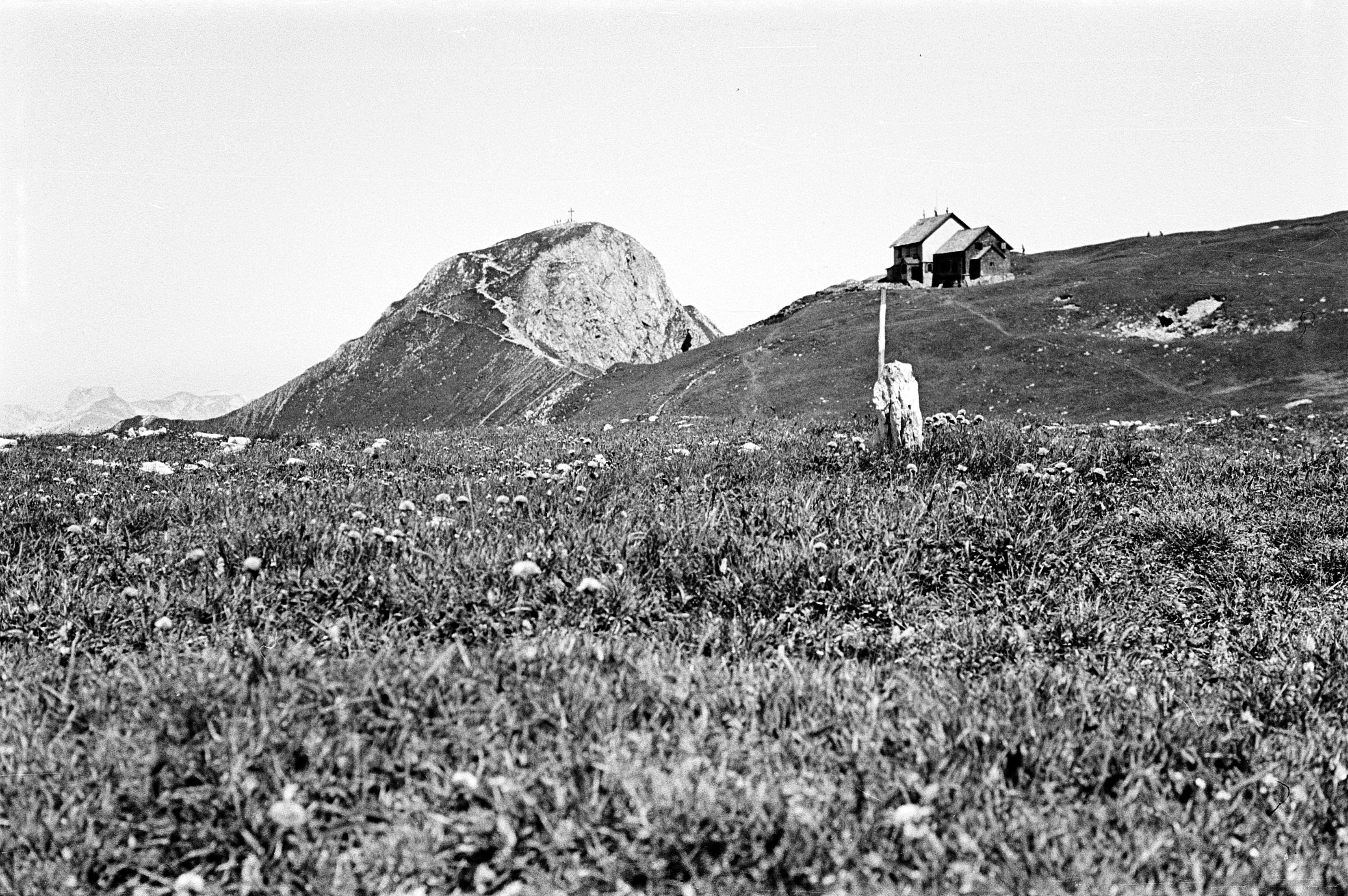
Die alte Hütte im Jahr 1951

Nachdem bereits 1889 der erste Weg auf den Reichenstein gebaut wurde, entschloss sich die Sektion Obersteier des Deutschen und Österreichischen Alpenvereins zum Bau einer Hütte. Nach Überwindung der finanziellen Probleme konnte 1898 der Bau begonnen und noch im Herbst des gleichen Jahres abgeschlossen werden. Die Hütte bot damals 15 Personen Platz zum Übernachten. Bis 1953 folgten zahlreiche Zu- und Umbauten.
1977 wurde der Entschluss gefasst, einen Neubau der Reichensteinhütte durchzuführen, da die Bausubstanz des alten Gebäudes in desolatem Zustand war. Aus finanziellen und betriebstechnischen Gründen wurde der Bau in zwei Etappen ausgeführt: Die erste Hälfte der Hütte konnte 1980 eingeweiht werden, der zweite Teil 1989. Die Hütte ist als Holzriegelbau konstruiert, der Windgeschwindigkeiten bis 180 km/h standhält.
Die Hütte ist seit 1988 mit einer Solaranlage ausgestattet, die praktisch den gesamten Strombedarf der Hütte deckt. Der Österreichische Versuchssenderverband – kurz OEVSV – betreibt eine Relaisstation im Dachboden der Hütte.

## Aufstieg
- Vom Präbichl in einer Gehzeit von 2½ Stunden.
- Von Eisenerz in einer Gehzeit von 4 Stunden.
- Von Vordernberg in einer Gehzeit von 6½ Stunden.

## Touren
- Eisenerzer Reichenstein (2166 m): Gehzeit 15 Minuten.
- Wildfeld (2044 m): Gehzeit 4 Stunden.
- Vordernberger Mauer (1971 m): Gehzeit 1½ Stunden.

## Klettermöglichkeiten
- Grete-Klinger-Klettersteig

## Übergang zu anderen Hütten
- Mödlinger Hütte, Gehzeit 12 Stunden
- Leobner Hütte, Gehzeit 3½ Stunden